# Mecranium racemosum
Mecranium racemosum là một loài thực vật có hoa trong họ Mua. Loài này được (Griseb.) C. Wright mô tả khoa học đầu tiên năm 1869.